# Nordiska passunionen
|  | Nordiska passunionen |

|  | Övriga medlemsstater inom Schengenområdet |

Den nordiska passunionen är ett mellanstatligt gränskontrollsamarbete mellan de nordiska länderna Danmark, Finland, Island, Norge och Sverige, inklusive de självstyrande ögrupperna Färöarna och Åland men exklusive Grönland (som dock i praktiken omfattas av många av dess bestämmelser), Jan Mayen och Svalbard. Samarbetet består av två delar, den ena rör nordiska medborgares rätt att röra sig fritt inom Norden utan pass, annan typ av resehandling eller uppehållstillstånd, den andra rör avskaffandet av gränskontrollerna vid de inre gränserna mellan de nordiska länderna. Dock kan tullkontroller och tillfälliga inre gränskontroller förekomma, liksom vanliga identitetskontroller vid exempelvis trafikkontroller, incheckning på hotell och ombordstigning av vissa transportmedel. Nordiska medborgare bör därför inneha någon typ av legitimationshandling vid resa inom Norden, såsom pass eller nationellt identitetskort.
Stora delar av den nordiska passunionens bestämmelser är i praktiken ersatta av Schengensamarbetet sedan de nordiska länderna anslöt sig till Schengenområdet i början av 2000-talet. Dock ger den nordiska passunionen mer långtgående rättigheter till nordiska medborgare än vad Schengenregelverket ger unionsmedborgare. Till exempel måste unionsmedborgare som reser inom Schengenområdet (och övriga delar av Europeiska unionen) i enlighet med rörlighetsdirektivets bestämmelser inneha en giltig resehandling (pass eller nationellt identitetskort), medan nordiska medborgare endast behöver kunna påvisa sin identitet och sitt nordiska medborgarskap genom till exempel innehav av en giltig legitimationshandling, såsom ett körkort, vid resa inom den nordiska passunionen eller Grönland.

## Historia

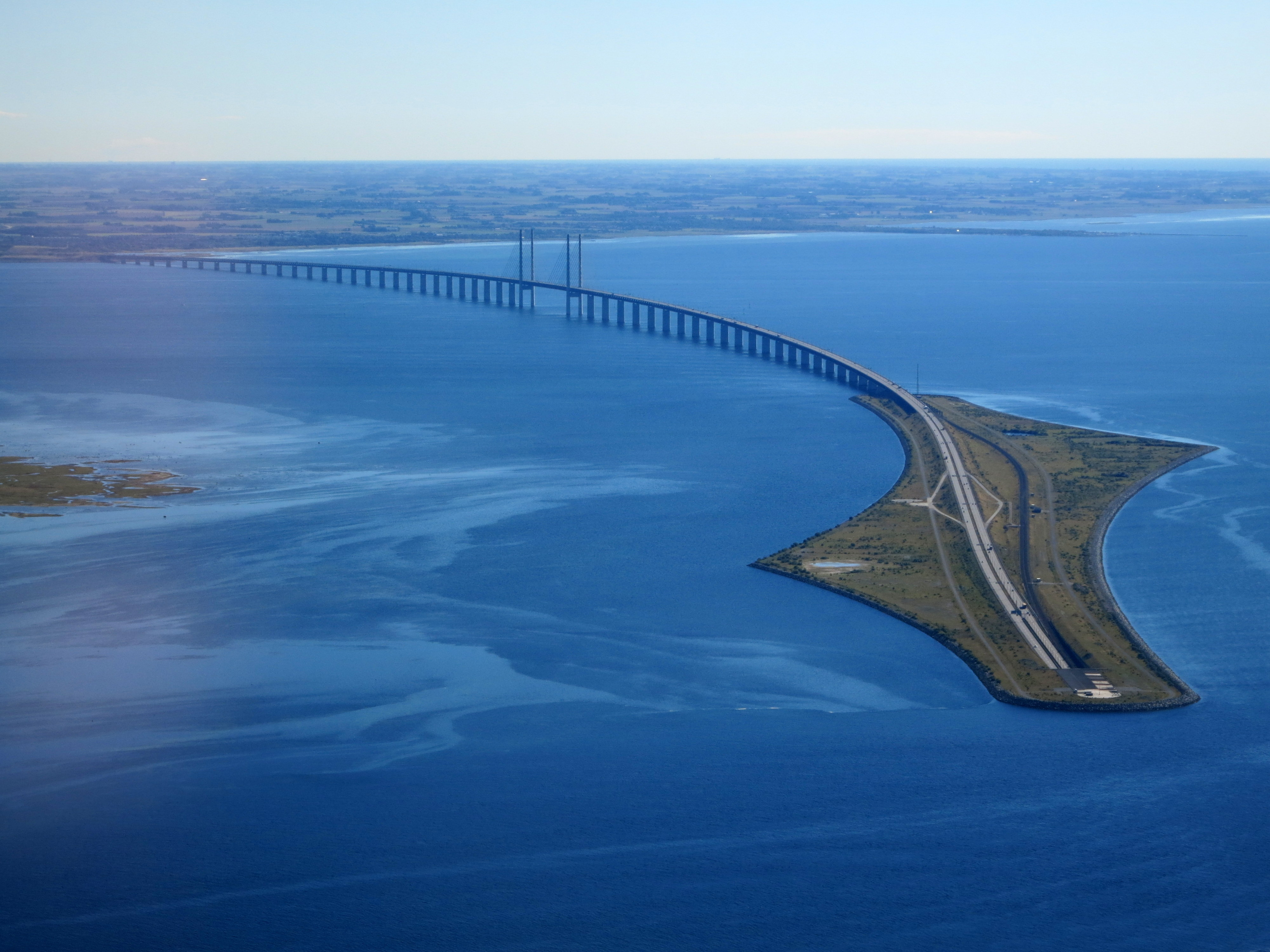
Öresundsförbindelsen är den mest trafikerade gränspassagen inom Norden.

I samband med första världskrigets utbrott 1914 infördes passtvång i stora delar av Europa. Innan dess hade det varit möjligt att resa utan pass inom Norden alltsedan de äldre lagarna om respass, som då krävdes även för inrikesresor, hade tagits bort runt 1860.
Efter andra världskriget inleddes ett fördjupat nordiskt samarbete med syfte att integrera de nordiska länderna. Den nordiska passunionen inrättades under 1950-talet. Den 14 juli 1952 trädde protokollet angående passfriheten vid resor mellan Sverige, Danmark, Finland och Norge i kraft, vilket innebar att nordiska medborgare fick åter rätt att resa inom Norden utan pass. Den 22 maj 1954 undertecknade regeringsföreträdare för Danmark, Finland, Norge och Sverige protokollet angående befrielse för nordiska medborgare från att under uppehåll i annat nordiskt land än hemlandet innehava pass och uppehållstillstånd, som trädde i kraft den 1 juli 1954 och då ersatte det tidigare protokollet om passfrihet. Island och Färöarna anslöt sig till protokollet den 1 december 1955 respektive den 1 januari 1966.
Den nordiska passkontrollöverenskommelsen undertecknades av regeringsföreträdare för Danmark, Finland, Norge och Sverige den 12 juli 1957. Den trädde i kraft den 1 maj 1958 och innebar att gränskontrollerna vid de inre gränserna mellan de nordiska länderna avskaffades. Island och Färöarna anslöt sig till denna överenskommelse den 24 september 1965 respektive den 1 januari 1966.
Under andra halvan av 1990-talet förberedde sig de nordiska länderna på att ansluta sig till Schengensamarbetet. Genom särskilda associeringsavtal med Europeiska unionen kunde även Island och Norge ansluta sig till samarbetet och på så sätt kunde den nordiska passunionen upprätthållas. De nordiska länderna anslöt sig till Schengenområdet den 25 mars 2001, vilket innebar att stora delar av den nordiska passunionen i praktiken ersattes av Schengensamarbetet.
I samband med flyktingkrisen 2015 sattes den nordiska passunionen, liksom Schengensamarbetet, på prov. Det stora antalet asylsökande gjorde att Danmark, Norge och Sverige under slutet av 2015 och början av 2016 införde tillfälliga gränskontroller vid delar av de inre gränserna. Sverige införde även ett transportöransvar för buss-, tåg- och båtresor från Danmark till Sverige med syfte att hindra asylsökande utan giltiga resehandlingar från att nå svenskt territorium. Rätten att söka asyl utan en giltig resehandling var oförändrad, men möjligheten för asylsökande att ta sig till Sverige för att kunna nyttja denna rättighet försvårades. Till skillnad från andra unionsmedborgare kunde nordiska medborgare använda sig av körkort som giltig legitimationshandling istället för pass eller nationellt identitetskort. Det svenska transportöransvaret upphörde i maj 2017, medan gränskontrollerna fortsatte.

## Regelverk
Den nordiska passunionen bygger på två olika överenskommelser mellan de nordiska länderna:
- Protokollet angående befrielse för nordiska medborgare från att under uppehåll i annat nordiskt land än hemlandet innehava pass och uppehållstillstånd

Detta protokoll reglerar rätten för nordiska medborgare att kunna röra sig fritt inom Norden utan att behöva medta pass eller inneha uppehållstillstånd. Protokollet trädde i kraft den 1 juli 1954 och ersatte då det tidigare protokollet om passfrihet som hade varit i kraft sedan den 14 juli 1952.
- Överenskommelsen mellan Sverige, Danmark, Finland och Norge om upphävande av passkontrollen vid de internordiska gränserna

Denna överenskommelse, även känd som den nordiska passkontrollöverenskommelsen, reglerar avskaffandet av gränskontrollerna vid de inre gränserna mellan de nordiska länderna. Överenskommelsen trädde i kraft den 1 maj 1958. Den har sedan dess ändrats ett flertal gånger, däribland för att ta hänsyn till bestämmelserna i Schengenregelverket, framför allt avskaffandet av gränskontrollerna vid de inre gränserna mellan Norden och övriga delar av Schengenområdet.
Det nordiska regelverket är ett mellanstatligt regelverk. Regelverket får därför full rättsverkan endast genom de lagar och andra författningar som de nationella regeringarna och parlamenten har antagit för att genomföra de överenskommelser som de har ingått. Till skillnad från Schengenregelverket finns det ingen överstatlig institution som kan döma ett land för att bryta mot regelverket.
Sedan de nordiska länderna anslöt sig till Schengenområdet den 25 mars 2001 tillämpas det nordiska regelverket endast i den mån det är förenligt med Schengenregelverket. Den nordiska passkontrollöverenskommelsen ändrades den 18 september 2000 för att vara förenlig med Schengenregelverket.

## Territoriellt tillämpningsområde
Den nordiska passunionen omfattar de nordiska länderna Danmark, Finland, Island, Norge och Sverige, inklusive de självstyrande ögrupperna Färöarna och Åland. Av dessa områden ingår samtliga i Schengenområdet utom Färöarna. Färöarna upprätthåller dock en öppen gräns gentemot Schengenområdet i enlighet med en särskild bestämmelse i Schengenregelverket. Även Grönland, som står utanför den nordiska passunionen, upprätthåller en öppen gräns gentemot Schengenområdet, och tillämpar den nordiska passunionens bestämmelser. De norska områdena Jan Mayen och Svalbard ingår inte i den nordiska passunionen och gränskontroller förekommer vid resa till Svalbard, men däremot inte till Jan Mayen som ingår i Schengenområdet.

## Inre gränser

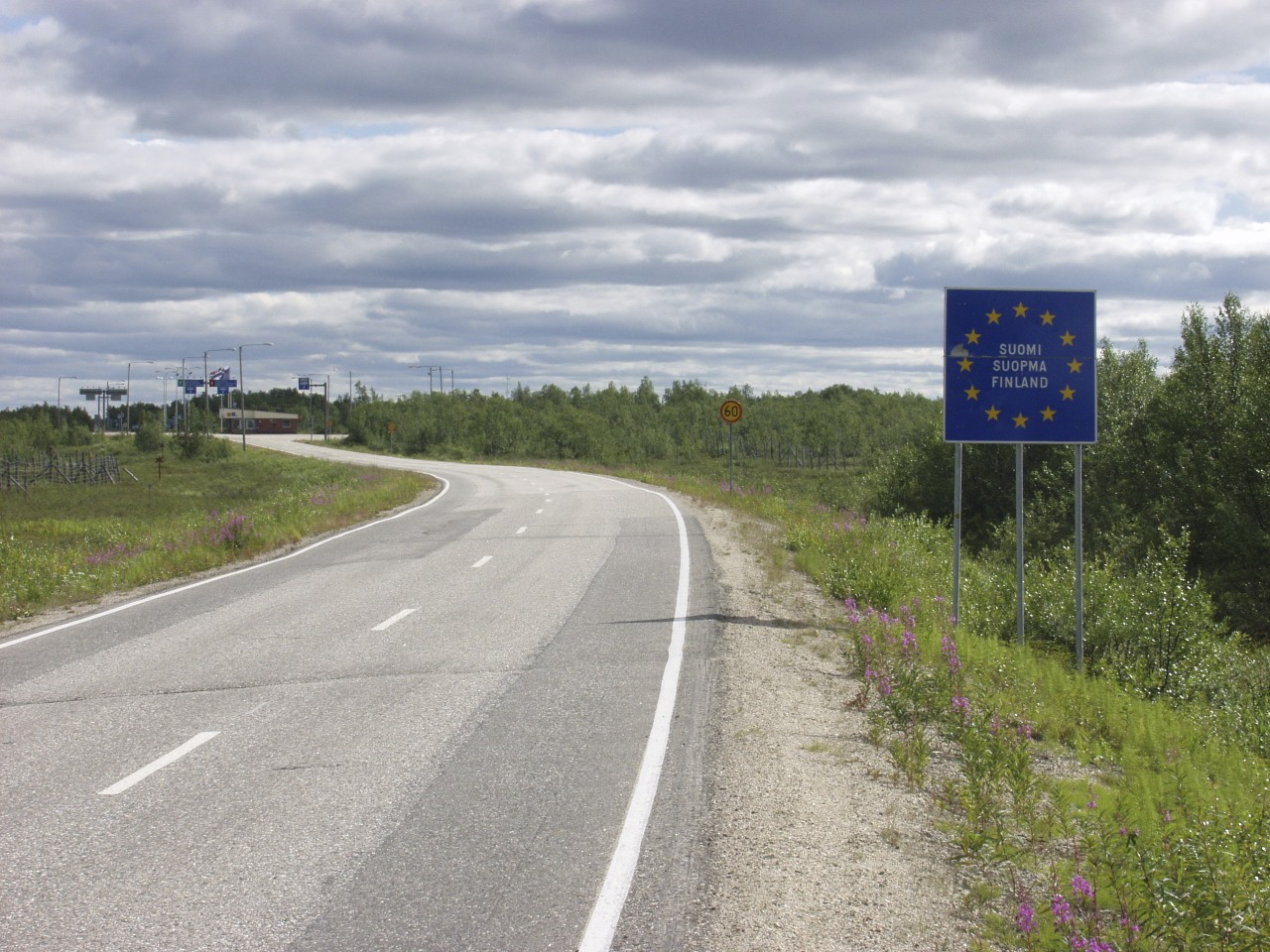
Gränsövergångsställe mellan Finland och Norge med tullstation, utan gränskontroll.

De inre gränserna innefattar alla gränser som är gemensamma mellan de nordiska länderna. Detta inkluderar gemensamma landgränser samt flygplatser och hamnar med förbindelser mellan de nordiska länderna. De inre gränserna får passeras utan att någon in- eller utresekontroll genomförs, oavsett personens nationalitet. Personer som passerar en inre gräns behöver inte uppvisa någon giltig resehandling. Trots detta behöver nordiska medborgare som rör sig inom den nordiska passunionen i regel alltid bära med sig en giltig legitimationshandling medan övriga medborgare behöver bära med sig en giltig resehandling, eftersom dessa handlingar kan krävas i andra sammanhang.
Avskaffandet av gränskontrollerna vid de inre gränserna hindrar inte andra typer av personkontroller, till exempel inre utlänningskontroller och poliskontroller som föranleds av brottsmisstanke. Även tullkontroller och tillfälliga inre gränskontroller kan förekomma.
Gränskontroller kan återinföras tillfälligt, i enlighet med Schengenregelverkets bestämmelser, om det anses ”nödvändigt för att förhindra en omfattande illegal inresa till följd av skillnader mellan de fördragsslutande staterna i fråga om viseringstvång” och ”när hänsyn till den allmänna ordningen eller statens säkerhet kräver det”.

### Legitimationsbehov
Enligt de nordiska överenskommelserna behöver nordiska medborgare inte inneha giltig resehandling eller legitimationshandling vid resa till ett annat nordiskt land om de egna medborgarna i det landet inte behöver det. I praktiken rekommenderas dock nordiska medborgare att medta sådana handlingar då de kan krävas i många olika sammanhang. En viktig skillnad jämfört med rörlighetsdirektivet, som reglerar giltiga resehandlingar för unionsmedborgare inom hela Europeiska unionen, är att nordiska medborgare inte måste medta en resehandling som styrker deras medborgarskap. Det räcker med någon typ av legitimationshandling, till exempel ett körkort, vid resa inom Norden. Användandet av körkort som legitimationshandling är utbrett i de nordiska länderna och därför accepteras nordiska körkort i allmänhet som identitetshandling vid resa inom Norden. För icke-nordiska medborgare krävs däremot i regel alltid en giltig resehandling (till exempel pass eller nationellt identitetskort för unionsmedborgare).
Krav på uppvisande av giltig legitimations- eller resehandling vid resa med buss, flyg, färja eller tåg kan förekomma både vid resa över nordiska gränser och vid resa inom ett och samma nordiskt land. För förjetrafik kan sådana legitimationskrav vara motiverade utifrån säkerhetsskäl, i enlighet med gällande lagstiftning. I övriga fall grundar sig sådana legitimationskrav normalt på kommersiella intressen från transportören, såsom att fastställa resenärens ålder eller förhindra olovlig vidareförsäljning av biljetter.
Giltig resehandling eller nordiskt körkort krävs också vid de tillfälliga inre gränskontroller som förekommer vid vissa delar av Danmarks, Norges och Sveriges gränser sedan 2015.

## Yttre gränser
De yttre gränserna innefattar alla gränser som de nordiska länderna delar med icke-nordiska länder. Detta inkluderar även flygplatser och hamnar med förbindelser till icke-nordiska länder. Enligt de ursprungliga nordiska överenskommelserna ska fullständiga in- och utresekontroller genomföras vid de yttre gränserna. I samband med att de nordiska länderna anslöt sig till Schengenområdet ändrades dock regelverket så att gränskontroller endast genomförs mot länder som inte ingår i Schengenområdet.
Vid de yttre gränserna måste alla medborgare inneha en giltig resehandling (till exempel pass eller nationellt identitetskort för unionsmedborgare).

### Viseringspolitik
Den nordiska passunionen innefattar ingen gemensam viseringspolitik. Samarbetet innehåller bestämmelser om att de nordiska länderna kan införa tillfälliga gränskontroller vid de inre gränserna om det anses nödvändigt för att förhindra en omfattande illegal invandring till följd av skillnader i viseringspolitiken.
Genom anslutningen till Schengenområdet omfattas dock de nordiska länderna numera av den gemensamma viseringspolitiken. Innan dess gällde ett visum endast i ett nordiskt land. Personer som till exempel skulle resa till Malmö men flög till Kastrups flygplats var tvungna att flyga vidare till en svensk flygplats och sedan åka tillbaka till Malmö om de endast hade visum till Sverige. Detta förfarande kunde undvikas när direkta flygbåtar mellan transferområdet vid Kastrups flygplats och Malmö infördes.

## Relation till Schengensamarbetet
Även om de nordiska överenskommelserna om den nordiska passunionen fortfarande gäller så har de i praktiken till stor del ersatts av Schengensamarbetets bestämmelser. En nordisk överenskommelse antogs den 18 september 2000 för att anpassa den nordiska passunionens bestämmelser till Schengenregelverket inför de nordiska ländernas anslutning till Schengenområdet året därpå. Samtidigt har bestämmelserna om fri rörlighet för personer, till exempel vad gäller visum, uppehållstillstånd och arbetstillstånd, i hög grad ersatts av unionsrätten, bland annat genom rörlighetsdirektivet. Genom EES-avtalet omfattas även Island och Norge av dessa bestämmelser.